# Międzynarodowa Federacja Polo
Międzynarodowa Federacja Polo (ang. Federation of International Polo, skrót FIP) – międzynarodowa organizacja pozarządowa, zrzeszająca 78 narodowych federacji polo.

## Historia
Federacja została założona 25 listopada 1982 roku w Buenos Aires. Pierwszymi członkami byli Argentyna, Brazylia, Chile, Francja, Hiszpania, Kolumbia, Meksyk, Peru, Salwador, Włochy i Zimbabwe.

## Członkostwo
- ARISF
- GAISF (od 1992)
- IWGA

## Mistrzostwa świata
- Mistrzostwa świata w polo (od 1987 roku).